# 硒酸银
硒酸银是一种无机化合物，化学式为Ag2SeO4。微溶于水而易溶于氨水。

## 制备
硒酸银由碳酸银和硒酸反应得到。：
Ag2CO3 + H2SeO4 → Ag2SeO4 + H2O + CO2↑

## 配合物
硒酸银可以和氨形成配合物。